# A. R. Murugadoss
A. R. Murugadoss (en tamoul : ஏ. ஆர். முருகதாஸ்) est un réalisateur, scénariste et producteur indien de langue tamoule, né à Kallakurichi le 25 septembre 1974, dans le Tamil Nadu. Il travaille principalement dans l'industrie cinématographique tamoule. Il a également dirigé dans des films Télougou et Hindi. 

## Filmographie

### Comme réalisateur
- 2001 : Dheena
- 2002 : Ramanaa
- 2005 : Ghajini
- 2006 : Stalin (Télougou)
- 2008 : Ghajini (remake du film de 2005 en Hindi)
- 2011 : Le Septième Sens (7aum Arivu)
- 2012 : Thuppakki
- 2014 : Holiday: A Soldier Is Never Off Duty (remake du film de 2012 en Hindi)
- 2014 : Kaththi
- 2016 : Akira (Hindi)
- 2017 : Spyder (Film bilingue en Télougou et Tamoul)
- 2018 : Sarkar
- 2020 : Darbar
- 2025 : Sikandar (Hindi)
- 2025 : Madharaasi

### Comme producteur
- 2011 : Engaeyum Eppothum
- 2013 : Vathikuchi
- 2013 : Raja Rani
- 2014 : Maan Karate
- 2015 : 10 Endrathukulla
- 2016 : Akira
- 2017 : Rangoon
- 2023 : August 16 1947

### Comme acteur
- 1997 :  Poochudava
- 2011 : 7am Arivu
- 2012 : Thuppakki
- 2014 : Maan Karate
- 2014 : Kaththi
- 2015 : Isai
- 2018 : NOTA
- 2018 : Sarkar

## Récompenses
- Prix du film de l'État du Tamil Nadu pour le meilleur dialoguiste pour Ramanaa (2002)
- Prix du film de l'État du Tamil Nadu pour le meilleur film pour Ramanaa (2002)
- Prix du film de l'État du Tamil Nadu pour le meilleur film pour Ghajini (2005)
- Nouveau cinéaste le plus en vogue aux Stardust Awards pour Ghajini (2008)
- Meilleur réalisateur aux Producers Guild Film Awards pour Ghajini (2008)
- Réalisateur préféré aux Vijay Awards pour Thuppakki (2012)
- Le film le plus populaire aux Norway Tamil Film Festival Awards pour Raja Rani (2013)
- Filmfare Award du meilleur réalisateur – Tamoul pour Kaththi (2014)
- Réalisateur préféré aux Vijay Awards pour Kaththi (2014)